# Katharina Fleischer-Edel
Katharina Fleischer-Edel (Mülheim an der Ruhr, 27 de setembre de 1875 - Dresden, Saxònia, 18 de juliol de 1928) fou una soprano dramàtica alemanya.
Estudià en els Conservatoris de Colònia i Dresden, rebent també lliçons de Iffert. Des de 1849 fins al 1897 formà part de la companyia d'òpera del Teatre Reial de Dresden, i posteriorment de la del Teatre de l'Òpera dHamburg. Va actuar en quasi totes les principals escenes líriques alemanyes.